# 茶飲友達
『茶飲友達』（ちゃのみともだち）は、2023年公開の日本映画。実際に起きた高齢者の売春事件をモチーフにした、社会派群像劇。監督は外山文治。主演は岡本玲。

## ストーリー
「茶飲友達、募集。」という新聞の三行広告を利用した高齢者の売買春ビジネスと、それを経営する若者たちの物語を通じて、現代社会の性や孤独を描く。

## キャスト
- 佐々木マナ - 岡本玲 [5]
- 松子 - 磯西真喜（演劇集団円）[5]
- 道子 - 瀧マキ [5]
- カヨ - 岬ミレホ [5]
- 千佳 - 海沼未羽 [5]
- 鷹木 - 中山求一郎 [5]
- 時岡茂雄 - 渡辺哲 [5]

五頭岳夫、長島悠子、百元夏繪、クイン加藤、海江田眞弓、楠部知子、アサヌマ理紗、鈴木武、佐野弘樹、光永聖、中村莉久、牧亮佑、ほか。
シニア俳優の多くは、蜷川幸雄が立ち上げた高齢者演劇集団「さいたま・ゴールドシアター」のメンバーである。

## 背景
本作のモチーフになったのは、2013年に売春防止法違反で摘発された、70歳の男性が運営する東京都の会員制売春クラブである。「茶飲み友達紹介」という三行広告で10年近く活動し、会員は60歳前後～80代、男性会員が1000人、女性会員は300人ほどいたとされる。摘発されたのは70歳の男性だが、本作では岡本玲演じる30歳前後の女性に設定し、若者の社会問題も描いた。
監督の外山文治は、本作以前から高齢者をテーマにした映画を手掛けており、『此の岸のこと』（2010年）では老老介護、『燦燦‐さんさん‐』（2013年）では高齢者の婚活を描いている。
本作は『カメラを止めるな!』で知られるENBUゼミナール「シネマプロジェクト」の第10弾として製作された。出演者はワークショップオーディションを通じて選ばれた。
製作はコロナ禍の中で行われた。ロケ地には実際の老人ホームも使われた。撮影前にクラウドファンディングが行われ、目標額を超える800万円超が集まった。
上映は全国82のミニシアターで行われた。最初に単館上映した渋谷区の「ユーロスペース」では、コロナ禍にもかかわらず満席が続出した。

## 受賞
- 第37回 高崎映画祭 最優秀監督賞・最優秀主演俳優賞[11]
- 第17回 KINOTAYO現代日本映画祭 グランプリ[12]